# Aponogeton loriae
Aponogeton loriae là một loài thực vật có hoa trong họ Aponogetonaceae. Loài này được Martelli mô tả khoa học đầu tiên năm 1897.